# Кубинка (авіабаза)
55°36′42″ пн. ш. 36°39′00″ сх. д. / 55.61166667° пн. ш. 36.65° сх. д.
Кубинка (рос. Кубинка) — авіабаза в Московській області Росії, розташована за 5 кілометрів на північний захід від Кубинки. У безпосередній близькості від Москви на базі Кубинка, як правило, базуються кращі ескадрильї повітряно-космічних сил Росії.

## Історія
У 1935 році на базу прибув 82-й (окремий) авіаційний загін, до якого в 1938 році приєдналися 11-й та 24-й авіаційні полки. Особовий склад цих підрозділів проходив бойові випробування перспективних винищувачів Як-1 та ЛаГГ-3 і захищав Москву під час Другої світової війни. Після війни на базі з листопада 1945 року базувалася 324-та Свірзька винищувальна авіаційна дивізія. У листопаді 1950 року вся 324-та винищувальна авіаційна дивізія була передислокована до Кореї, а з лютого 1951 року територію бази зайняла 9-та винищувальна авіаційна дивізія.
Підрозділи, які дислокувалися в Кубинці:
- 237-й центр демонстрації авіаційної техніки (237-й гвардійський Проскурівський Червонопрапорний орденів Кутузова та Олександра Невського центр показу авіаційної техніки), що літала на МіГ-29Е, Су-17С, Су-24, Су-25 та Су-27 у 1990-х роках (за одним винятком, вказаним як 239-й ЦПАТ на Су-24 Єфима Гордона[3]). Полк, який успадкував традиції 19-го ОВАП (1938—1944) та 176-го Гв ВАП (1944—1950)[4], був сформований під номером 234 у листопаді 1950 року. До Кубинки прибув на початку 1952 року. 15 січня 1989 року він був перейменований на 237-й зведений авіаційний полк (показовий) (237 SAP(P)). З 13 лютого 1992 року став іменуватись 237-й ЦПАТ, а 10 серпня 1993 року отримав назву «імені маршала авіації Івана Кожедуба»[5].
- 234-й гвардійський навчальний винищувальний авіаційний полк (234-й Гв НВАП), льотчики якого літали на МіГ-23МЛД та МіГ-29.[6]
- 378-а окрема зведена авіаційна ескадрилья на вертольотах Мі-8.
- 29-й Гв ВАП (протягом 1940-1950-х років).[7]
- 9-та винищувальна авіаційна дивізія (листопад 1952—1993 роки)[8].

Більшість підрозділів у Кубинці до 2009—2010 років перебували в підпорядкуванні Командування спеціального призначення Повітряних сил Росії.
32-й гвардійський винищувальний авіаційний полк з лютого 1950 по 1962—1963 роки базувався в Кубинці. Полк підпорядковувався 9-й винищувальній авіаційній дивізії. Потім його було переформовано на базі після розгортання на Кубі в рамках операції «Анадир». Полк спочатку літав на МіГ-19, але до 1962 року літав на МіГ-21Ф-13. Наприкінці 1980-х років полк ще був на місці. З 1968 по 1989 рік входив до складу 9-ї винищувальної авіаційної дивізії, дислокувався на авіабазі Шаталово Смоленської області. 32-й гвардійський винищувальний авіаційний полк був сформований в 1941 році як 434-й винищувальний авіаційний полк. Наказом Наркомату оборони (Міністерства оборони Радянського Союзу, НКО) у листопаді 1942 року він став 32-м гвардійським винищувальним авіаційним полком. 1 липня 1989 року полк було розформовано
4 липня 2023 року близько 4 години ранку невстановлений дрон-камікадзе атакував адміністративну будівлю на території військової частини. За даними джерел у збройних силах РФ, внаслідок вибуху жертв та постраждалих не було.

## Аварії та інциденти
17 серпня 2021 року загорівся правий двигун єдиного літаючого прототипу Іл-112В (RF-41400). Після цього літак розбився поблизу аеродрому Кубинка. Загинули всі три члени екіпажу, включаючи льотчика-випробувача, Героя Російської Федерації Миколу Куїмова.